# Jon Fjeldså
Jon Fjeldså (Hauge, Rogaland in Noorwegen, 13 december 1942) is een Deense zoöloog. Het zwaartepunt van zijn wetenschappelijk werk betreft vogelkundig onderzoek in de Andes en in Afrika, DNA-onderzoek naar de taxonomie van de vogels verder research op het gebied van biodiversiteit in de tropen, ecologie en internationale vogelbescherming.

## Biografie
Jon Fjeldså werd geboren in Noorwegen waar zijn vader Per Fjeldså lector (universitair docent) was. Zij moeder heet Anine Knudsen. In 1961 ging hij biologie studeren aan de Universiteit van Bergen, waar hij in 1970 afstudeerde in de dierkunde. Daarna deed hij onderzoek aan de kuifduiker (Podiceps auritus) en schreef daarover een proefschrift waarop hij in 1975 aan de Universiteit van Kopenhagen promoveerde. In 1971 werd hij conservator aan het zoölogisch museum van de Kopenhaagse universiteit. In 1979 werd hij hoofdconservator en in 1996 werd hij benoemd als hoogleraar.

## Zijn werk
Vanaf 1980 deed Fjeldså uitgebreid veldonderzoek naar de avifauna van Peru, Ecuador, Bolivia en Colombia. Zijn grootste belangstelling ging daarbij uit naar de futen van de meren in de Andes.
Vanaf 1987 was hij vooral begaan met de nevelwouden in de Andes en met ecologisch herstel van deze montane ecosystemen. Vanaf 1991 doet hij veldonderzoek in vergelijkbare ecosystemen in Afrika in de Eastern Arc Mountains in Tanzania.
In 1995 initieerde hij een ENRECA (Enhancement of Research Capacity) studieproject met als doel het behoud van de biodiversiteit in Oeganda en Tanzania in samenwerking met de Universiteit van Makerere en de Universiteit van Dar es Salaam. Hij was lid van de Deense afdeling van de internationaal opererende Global Biodiversity Information Facility en mede-oprichter van de door de Noordse landen opgerichte Nordic Foundation for Development and Ecology (NORDECO). Verder is hij bestuurslid van de Deense ornithologische vereniging en BirdLife International. Hij is lid van de taxonomiegroep van de internationale ornithologische vereniging (International Ornithologists' Union) die onder andere de  IOC World Bird List bijhoudt. Bovendien was hij lid van de onderzoekgroep die de gegevens verzamelde voor de status op de internationale Rode Lijst van de IUCN van alle soorten futen van de wereld
In 1987 richtte Jon Fjeldså een instituut voor moleculair genetisch onderzoek op, verbonden aan het zoölogisch museum van de Universiteit van Kopenhagen. Dit instituut herbergt de op een na grootste collectie van weefselculturen van vogels.
Fjeldså beschreef, meestal met andere onderzoekers als co-auteur, zes geslachten, negen ondersoorten en tien soorten vogels waaronder  de donkere kortstaartvliegenvanger (Batis crypta), de zwartbrilstruikgors (Atlapetes melanopsis), de rubehojanfrederik (Sheppardia aurantiithorax) en de Boliviaanse stekelstaart (Cranioleuca henricae, samen met Sjoerd Maijer). In 1999 vernoemde Niels Krabbe de bruinrugmiersluiper (Epinecrophylla haematonota fjeldsaai) als eerbetoon naar Jon Fjeldså.

## Publicaties
Jon Fjeldså publiceerde 254 titels tussen 1974 en 2014, waaronder zes boeken, 34 hoofdstukken in boeken en verder artikelen in meestal wetenschappelijke tijdschriften.

### Boeken
- Fjeldså, J. & Krabbe, N.K. (1990). Birds of the high Andes. Museum Tusculanum, Copenhagen and Svendborg, Denmark.
- Fjeldså, J. & Vlug, J.J. (1990). Working bibliography of the grebes of the world, with summaries of current taxonomy and a distributional status. H.C.Ø.-Tryk,  København.
- Colin, F., O'Donnell, J. & Fjeldså, J. (1997). IUCN/SSC Grebe Specialist Group. Status survey and conservation action plan. Gland, Switzerland and Cambridge (UK), IUCN/Species Survival Commission.
- Walker, B.L. & Fjeldså, J. (2002). Field Guide to the Birds of Machu Picchu. National Trust Fund for Natural Protected Areas PROFONANPE, Cusco.
- Fjeldså, J. (2004). The Grebes (Podicipedidae). Oxford University Press. ISBN 9780198500643
- Meltofte, H. & Fjeldså, J. (2009). Fuglene i Danmark. Gyldendal, København.